# Crucea Sfântului Gheorghe (Rusia)
Crucea Sfântului Gheorghe (în rusă Георгиевский крест) este o decorație rusă înființată în 1807 în Imperiul Rus, fiind destinată subofițerilor, soldaților și marinarilor pentru eroismul dovedit în luptă. Distincția a fost, până în 1913, cunoscută ca Însemnul Distincției Ordinului Militar al Sfântului Gheorghe. 
În anul 1856 decorația a fost împărțită în patru clase, persoana decorată primind la început Crucea Sf. Gheorghe clasa a IV-a, urmând să fie promovată la clase superioare pentru noi acte de eroism. Cel care primea toate cele patru clase ale ordinului era denumit Cavaler întreg al Sfântului Gheorghe Полний Георгиевский кавалер. 

## Descriere
Crucea Sfântului Gheorghe era o cruce din aur (clasele I și II) sau argint (clasele III și IV) (mai târziu metalele prețioase au fost înlocuite cu metale comune de aceleași culori), cu un disc central cu imaginea Sfântului Gheorghe călare ucigând balaurul. Era purtat în partea stângă a tunicii cu bareta Ordinului Sfântului Gheorghe, care era portocalie cu trei dungi negre.

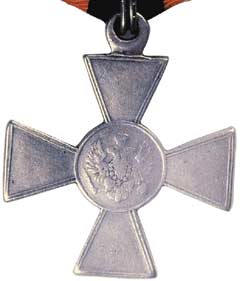
Crucea Sfântului Gheorghe, modelul pentru militarii de credință musulmană.

Un model special al Crucii Sfântului Gheorghe a fost creată pentru militarii de credință musulmană în care imaginea centrală reprezenta vulturul imperial bicefal în locul Sfântului Gheorghe.

## Evoluție
Crucea Sfântului Gheorghe a fost abolită după victoria Revoluției Ruse din 1917, dar a fost reînființată pe 8 august 2000 de președintele Federației Ruse, Vladimir Putin. În perioada sovietică s-a considerat că Ordinul Gloriei este echivalentul Crucii Sfântului Gheorghe. 

## Simboluri și distincții omonime
Crucea Sfântului Gheorghe nu trebuie confundată cu Crucea Sfântului George (steagul Angliei) sau cu Crucea George, medalie britanică acordată civililor pentru bravură. 